# Lotosi (glazbeni sastav)
Lotosi su rock sastav osnovan 1962. godine u Županji.

## Povijest sastava
Lotosi su gimnazijski rock sastav osnovan 1962. godine s članovima; Stanislav Oršolić (solo gitara, Mladen Bischoff (ritam gitara), Željko Žarković (bas-gitara), Kuzma Lončarević (vokal), Adam Pezer (bubnjevi), Drago Mikolčević (bubnjevi), Ilija Galović (bubnjevi). Jedan su od prvih električarskih sastava na ovim prostorima. 1963. godine počinju nastupati pod imenom Lotosi i snimaju skladbu "Apaši".
Lotosi su također snimili i skladbu "Plava zvijezda (Blue Star)", koju su preuzeli od britanskog rock sastava The Shadows s njihovog nastupnog albuma The Shadows iz 1961. godine. Skladbe su snimljene na kućnom magnetofonu marke Tesla u prostorijama Vatrogasnog doma. Ako se uzme u obzir nedostatak instrumenata (drveni stolac umjesto bubnjeva, te bas s običnim gitarskim žicama), zvučnih efekata i da su se skladbe najčešće skidale s radija nakon par slušanja, snimljene skladbe u usporedbi s originalnom pločom zvučale su jednako šarmantno i uredno.
Sastav se raspada 1967. godine zbog odlaska članova na odsluženje vojnoga roka. Stanislav Oršolić nastavlja voditi sastav u raznim kombinacijama pod istim imenom i dan danas.

## Vanjske poveznice
- Discogs.com - Lotosi sa snimkom "Apaši" na kompilacijskom CD-u Kad Je Rock Bio Mlad CD 2 - Doba Električara Instrumentalni Rock 1, iz 2005. godine.